# Acorigone zebraneus
Acorigone zebraneus é uma aranha tecelã muito rara encontrada nos Açores, em Portugal.

## Distribuição
A espécie está restrita apenas à ilha de São Jorge, nos Açores, em Portugal, na Reserva Florestal Natural de São Jorge, em uma área de ocorrência de aproximadamente 4-20 km².

## Conservação
Sua população reduziu ao longo do tempo devido a mudanças ambientais, como a invasão de plantas exóticas, o pisoteio do solo por vacas leiteiras e a redução do tamanho de seu habitat.
Seu principal risco de existência vem de plantas invasoras (Hedychium gardnerianum) que estão alterando o habitat da espécie e diminuindo a qualidade do habitat. A espécie é restrita a uma mata nativa hiperúmida e constrói a teia de tecelagem no solo entre buracos e os troncos de Juniperus brevifolia e Ilex perado.
Com base na pequena Extensão de Ocorrência (EOO = 4-20 km²) da espécie e no declínio contínuo de sua área e qualidade de habitat, ela é avaliada como Criticamente em Perigo. Embora a espécie não seja protegida por lei regional, o seu habitat encontra-se numa área regionalmente protegida (Parque Natural de São Jorge).